# Кубок Еквадору з футболу 2025
Кубок Еквадору з футболу 2025 — 4-й розіграш кубкового футбольного турніру у Еквадорі. Титул захищає Депортіво Ель Насьйональ.

## Календар
| Раунд            | Дата                      | Матчі | Клуби   |
| ---------------- | ------------------------- | ----- | ------- |
| Попередній раунд | 30 квітня 2025            | 1     | 49 → 48 |
| Перший раунд     | 9 травня - 14 червня 2025 | 16    | 48 → 32 |
| 1/16 фіналу      | 11 липня - 29 серпня 2025 | 16    | 32 → 16 |
| 1/8 фіналу       |                           | 8     | 16 → 8  |
| 1/4 фіналу       |                           | 4     | 8 → 4   |
| 1/2 фіналу       |                           | 4     | 4 → 2   |
| Фінал            |                           | 1     | 2 → 1   |